# Шмель ледниковый
Шмель ледниковый (лат. Bombus glacialis) — вид шмелей (подрод Pyrobombus) из семейства настоящих пчёл.
Эндемик Арктики, переживший оледенение и ядерные испытания на острове Новая Земля (возможно, это единственное место, где сохранился этот вид). Внесён в Международный список редких организмов МСОП.

## Распространение
Арктика: остров Новая Земля. Также известны старые находки на острове Врангеля, полуострове Канин и острове Колгуев, возможно принадлежащие к другому виду. Однако материалы из трёх последних популяций требуют молекулярно-генетического подтверждения принадлежности к этому или другому виду. На соседних территориях (Вайгач, Югорский полуостров, Большеземельская тундра, Ямал) B. glacialis не обнаружен.

## Описание
Самка. Голова и лицо чёрные, лоб с примесью жёлтых волосков. Грудь чёрная, волоски воротничка и задней части скутеллюма жёлтые. Нижняя часть жёлтого воротничка достигают края эпистернума. Все ноги чёрные. Тергит Т1 жёлтый, в середине с примесью чёрных волосков. Тергиты Т2 и Т3 ржаво-красновато-коричневые, в середине с примесью чёрных волосков. Тергит Т4 в середине чёрный, латерально с пучком жёлтых волосков. Тергит Т5 чёрный. Тергит Т6 с несколькими чёрными волосками.
Самец. Голова чёрная с жёлтыми лбом и клипеусом. Грудь чёрная с жёлтым воротничком-полоской, идущей до на эпистурнум. Скутеллюм с жёлтыми волосками. Все ноги чёрные, но задние голени основной членик лапок (базитарзус) с жёлтыми волосками. Тергит Т1 чёрный, латерально с жёлтыми волосками. Тергиты Т2 и Т3 красные. Тергиты Т4 и Т5 с красноватыми волосками в середине и жёлтые с боков. Т6 с чёрными волосками в середине и с красноватыми с боков. Т7 чёрный с несколькими красноватыми волосками. От близких видов отличается окраской опушения и строением гениталий.
Биология малоизучена. Колонии очень малочисленные и включают всего несколько рабочих особей. Лёт шмелей отмечен с июня по конец августа. Обитают в арктических тундрах. Посещают луговые тундровые травы Astragalus alpinus L., Saxifraga sp., Dryas sp., Pedicularis sp. и другие. Биологию таксона, обитающего на острове Врангеля (и хорошо изученного), нельзя использовать из-за неясности его систематического положения, названного в последних публикациях как B. aff. glacialis (возможно, B. lapponicus).
Новые данные свидетельствуют, что в периоды оледенений наступающий ледовый щит не был сплошным и единым. Видимо, в нём были проплешины, рефугиумы, в которых сохранялась жизнь, в том числе и ледниковый шмель B. glacialis. Исследования подтверждают, что только четыре вида шмелей (Bombus (Alpinobombus) polaris, B. (Al.) balteatus, B. (Al.) hyperboreus, B. (Pr.) lapponicus glacialis) из нескольких их сотен принадлежат к собственно арктическим видам.

## Систематика
Включён в состав видовой группы B. lapponicus из подрода Pyrobombus. Ранее часть авторов рассматривала таксон B. glacialis в качестве подвида B. lapponicus glacialis. Молекулярно-генетические исследования показали видовую самостоятельность таксона и его близость к сестринским видам B. lapponicus и B. sylvicola.
Вид был впервые описан в 1912 году немецким энтомологом и одним из крупнейших специалистов по пчёлам Генрихом Фризе (1860—1940). Дословный перевод латинского названия Bombus glacialis означает «шмель ледниковый».